# Amélie Nothomb
Amélie Nothomb, franskspråkig belgisk författare, född 9 juli 1966 i Etterbeek, Belgien.
Sedan debuten 1992 har Nothomb publicerat en roman per år, men även skrivit dramatik och noveller, samt sångtexter för den franska sångerskan Robert. Hon har fått Grand prix du roman de l'Académie française för Underkastelsens sötma.
Många av Nothombs böcker är baserade på dialoger, med två eller tre personer i fokus. En annan stor del av hennes produktion är självbiografiska romaner, varav flera beskriver hennes barndom som dotter till en belgisk diplomat i Asien.
Trots att hon inom det franska språkområdet är en berömd och mycket spridd författare, finns ännu bara fem av hennes böcker översatta till svenska. Det är Underkastelsens sötma, från 1999, en självbiografisk roman om ett år på stort japanskt företag, och Antichrista, från 2003, en roman om Blanche, en ung tonårings resa igenom förnedring och manipulation. År 2023 kom Första blodet, om hennes far diplomaten och hans i sista stund inställda avrättning inför en exekutionspluton, och 2024 Törst, som handlar om Jesu sista dagar och hans existentiella tankar på korset. År 2025 kom den självbiografiska Psykopomp i svensk översättning. I den boken berättar författaren om sin barndoms närmast besatta fågelintresse, uppväxten i fjärran länder, en våldtäkt i unga år som gav henne ätstörningar och hur hon fick kontakt med sin döde far och blev hans ”psykopomp”. 
Bibliografi
- Hygiène de l’assassin, 1992
- Le Sabotage amoureux, 1993
- Légende un peu chinoise, 1993
- Les Combustibles, 1994
- Les Catilinaires, 1995
- Péplum, 1996
- Attentat, 1997
- Mercure, 1998
- Stupeur et tremblements, 1999
  -  Underkastelsens sötma. översättning Gabriella Ekbom. Isell & Jinert. 2003. Libris 8882759. ISBN 9185063002
- Le Mystère par excellence, 1999
- Métaphysique des tubes, 2000
- Brillant comme une casserole, 2000
- Cosmétique de l’ennemi, 2001
- Aspirine, 2001
- Sans nom, 2001
- Robert des noms propres,2002
- Antéchrista, 2003
  -  Antichrista. översättning Gabriella Ekbom. Bazar. 2006. Libris 10144356. ISBN 9170280517
- L’Entrée du Christ à Bruxelles, 2004
- Biographie de la faim, 2004
- Acide sulfurique, 2005
- Journal d’Hirondelle, 2006
- Ni d'Eve ni d'Adam, 2007
- Le fait du prince, 2008
- Le Voyage d'Hiver, 2009
- Une forme de vie, 2010
- Tuer le père, 2011
- Barbe-Bleue, 2012
- La Nostalgie heureuse, Albin Michel, 2013
- Pétronille, Albin Michel, 2014
- Le Crime du comte Neville, Albin Michel, 2015
- Riquet à la houppe, Albin Michel, 2016
- Frappe-toi le cœur, Albin Michel, 2017
- Les Prénoms épicènes, Albin Michel, 2018
- Soif, Albin Michel, 2019
  -  Törst. översättning Pär Svensson. Éditions J. 2024. Libris k3thxvmphzm70zf6. ISBN 9789152799215
- Les Aérostats, Albin Michel, 2020
- Premier Sang, Albin Michel, 2021
  -  Första blodet. översättning Maria Björkman. Éditions J. 2023. Libris xdrbvz93v8g4jjn6. ISBN 9789152731161
- Le Livre des sœurs, Albin Michel, 2022
- Psychopompe, Albin Michel, 2023
  -  Psykopomp. översättning Pär Svensson. Éditions J. 2025. Libris j3lrx1kngdk4t3mk. ISBN 9789153118312